# Nudo de los Pastos
El nudo de los Pastos o macizo de Huaca es un complejo orográfico andino ubicado en los departamentos colombianos de Nariño y Putumayo, y en la provincia ecuatoriana de Carchi. Abarca la intricada región montañosa donde la cordillera de los Andes se bifurca en dos ramas al penetrar en Colombia: la cordillera occidental y la cordillera central. 
Aunque no hay una definición precisa de la región del nudo de los Pastos, se puede decir que empieza al norte de los ríos Chota y Apaqui y al Este de los ríos Cuasmal y Obispo, a la altura de la localidad ecuatoriana de Huaca, y se extiende hasta la hoz de Minamá en la cordillera occidental y hasta el Nudo de Almaguer en la cordillera central, donde esta da origen a la cordillera oriental. 
En la naciente cordillera occidental las mayores alturas son los volcanes Chiles (4718 m s. n. m), Cumbal (4764 m s. n. m) y Azufral (4070 m s. n. m), que se encuentran próximos al altiplano de Túquerres e Ipiales. La hoz de Minamá es una profunda depresión creada cuando el río Patía atraviesa la cordillera occidental en su trayecto hacia la costa pacífica nariñense. 
En la cordillera central están los volcanes Galeras (4276 m s. n. m) y  y Doña Juana (4250 m s. n. m), los 
valles de Atriz y Sibundoy, y la laguna de La Cocha.

## Parques naturales en el nudo de los Pastos
- Santuario de fauna y flora Galeras
- Santuario de fauna y flora Isla de La Corota
- Parque nacional natural Complejo Volcánico Doña Juana-Cascabel
- Reserva ecológica El Ángel